# Vietnam en los Juegos Paralímpicos de Río de Janeiro 2016
Vietnam estuvo representado en los Juegos Paralímpicos de Río de Janeiro 2016 por once deportistas, siete hombres y cuatro mujeres.

## Medallistas
El equipo paralímpico vietnamita obtuvo las siguientes medallas:
| Nombre               | Deporte                   | Evento                  |
| -------------------- | ------------------------- | ----------------------- |
| Oro                  |                           |                         |
| Lê Văn Công          | Levantamiento de potencia | –49 kg masculino        |
| Plata                |                           |                         |
| Võ Thanh Tùng        | Natación                  | 50 m libre S5 masculino |
| Bronce               |                           |                         |
| Cao Ngọc Hùng        | Atletismo                 | Jabalina F57 masculino  |
| Đặng Thị Linh Phượng | Levantamiento de potencia | –50 kg femenino         |